# Ifeoma Onyefulu
Ifeoma Onyefulu (* 1959, Onitsha) je nigerijská autorka knížek pro děti, spisovatelka a fotografka. Je známá především svými obrázkovými knihami, které obsahují fotografie ze života na vesnici v Africe.

## Životopis
Onyefulu se narodila v obci Onitsha, Anambra v Nigérii. Je členkou etnické skupiny Igbo v Nigérii. Vyrostla v Nigérii, v roce 1982 se provdala a přestěhovala do Británie, kde tvoří a žije. Zapsala se do fotografického školicího střediska v Earls Court v Británii. Následně se vzdala kurzu obchodního managementu, který navštěvovala, protože ji více oslovila britská fotografie. Začala fotografováním do novin. V letech 1986 až 1987 pracovala jako fotografka pro Caribbean Times. V roce 1991 začala také psát. Má dvě děti, což ovlivnilo to, o čem píše. Její spojení s dětmi a obdobím jejich školní docházky ji může vést k tomu, že bude v psaní více orientovaná na děti a obecně se více zajímá o děti.

## Knihy
- A Is for Africa: An Alphabet in Words and Pictures, Cobblehill Books (New York, NY), 1993.
- Emeka's Gift: An African Counting Story, Cobblehill Books (New York, NY), 1995.[4]
- Ogbo: Sharing Life in an African Village, Cobblehill Books (New York, NY), 1996, vydáno jako One Big Family: Sharing Life in an African Village, Frances Lincoln (Londýn, Anglie), 1996.[5]
- Chidi Only likes Blue: An African Book of Colors, Cobblehill Books (New York, NY), 1997.[6]
- Grandfather's Work: A Traditional Healer in Nigeria, Millbrook (Brookfield, CT), 1998, publikováno jako Můj dědeček je kouzelník: Práce a moudrost v africké vesnici, Frances Lincoln (Londýn, Anglie), 1998.
- Ebele's Favourite: A Book of African Games, Frances Lincoln (Londýn, Anglie), 1999.[7]
- A Triangle for Adaora: An African Book of Shapes, Dutton Children's Books (New York, NY), 2000.[8]
- Saying Goodbye: A Special Farewell to Mama, Millbrook (Brookfield, CT), 2001.
- Welcome Dede!: An African Nameming Ceremony, Frances Lincoln (Londýn, Anglie), 2003.
- Here Comes Our Bride!: An African Wedding Story, Frances Lincoln (Londýn, Anglie), 2004.
- Africké Vánoce, Frances Lincoln (Londýn, Anglie), 2005.[2]

## Ocenění
Její první kniha, A is for Africa, byla vybrána jako jedna z nejlepších informačních knih o vzdělávání dětí a nejlepších knih o vzdělávání juniorů. Dvakrát vyhrála cenu The Children's Africana Book Award, za Here Comes the Bride v roce 2004 a za Ikenna Goes to Nigeria v roce 2007. Stejně tak vyhrála cenu za Nejlepší knihu pro malé děti v USA za Here Comes the Bride v roce 2005 a za Ikenna Goes to Nigeria v roce 2008.